# Strictement personnel
Strictement personnel és una pel·lícula francesa coescrita i dirigida per Pierre Jolivet, i estrenada el 1985.

## Sinopsi
Jean Cottard és un policia lionès que té aspiracions literàries i és més interessat en els seus escrits que en imposar la llei i l'ordre. Quan es veu obligat a anar a la capital, a causa d'una carta del seu pare i la crida d'un editor, es retroba amb la seva família, a la que va deixar quan era jove.

## Distribució
- Pierre Arditi: Jean Cottard
- Jacques Penot: Benedict
- Caroline Chaniolleau: Hélène
- Robert Rimbaud: el pare
- Jean Reno: detectiu Villechaize
- Maurice Baquet: el conserge
- Michel Fortin: Georges Landrin
- Jean Bouise: el comissari
- François Berléand: Gerard
- Valentina Vargas: la massatgista
- Raymond Aquilon: el recepcionista

## Cartell
El cartell de la pel·lícula va ser creat per Enki Bilal.